# Берлинер ансамбль
«Берли́нер анса́мбль» (нем. Berliner Ensemble — «Берлинский ансамбль») — драматический театр в Берлине, основанный в 1949 году, один из самых знаменитых театров Германии, получивший всемирную известность благодаря постановкам пьес своего основателя — Бертольта Брехта; стал практическим воплощением его теории «эпического театра». С 1954 года «Берлинер ансамбль» размещается в здании Театра на Шиффбауэрдамм в центре немецкой столицы (площадь Бертольта Брехта, 1).

## История

### Первые годы
Театр «Берлинер ансамбль» фактически был создан Бертольтом Брехтом поздней осенью 1948 года. Оказавшийся после своего возвращения в Европу из США человеком без гражданства и без постоянного места жительства Брехт и его жена — актриса Хелена Вайгель в октябре 1948 года были тепло встречены в восточном секторе Берлина. Театр на Шиффбауэрдамм, который Брехт и его соратник Эрих Энгель обживали ещё в конце 20-х годов (в этом театре, в частности, в августе 1928 года Энгель осуществил первую постановку «Трёхгрошовой оперы» Брехта и К. Вайля), был занят труппой «Фольксбюне», чьё здание оказалось полностью разрушено; Брехт не счёл возможным выживать возглавляемый Фрицем Вистеном коллектив, и на ближайшие пять лет его труппу приютил Немецкий театр.
«Берлинер ансамбль» создавался как студийный театр при Немецком театре, который незадолго перед тем возглавил вернувшийся из эмиграции Вольфганг Лангхоф. Разработанный Брехтом и Лангхофом «Проект студийного театра» предполагал в первый сезон привлечение из эмиграции «путём кратковременных гастролей» именитых актёров, в том числе Терезы Гизе, Леонарда Штеккеля и Петера Лорре. В дальнейшем предполагалось «создание на этой основе своего ансамбля».
К работе в новом театре Брехт привлёк своих давних соратников — режиссёра Эриха Энгеля, художника Каспара Неера, композиторов Ханса Эйслера и Пауля Дессау. Вместе с тем многие, кого хотел видеть в своём театре Брехт, не откликнулись на его приглашение, в том числе оказавшиеся в эмиграции в США Эрвин Пискатор и Петер Лорре; Фриц Кортнер, для которого Брехт хотел поставить «Жизнь Галилея», отдал предпочтение американской зоне оккупации. Труппу первоначально составили актёры Немецкого театра, в том числе Пауль Бильдт, и цюрихского «Шаушпильхауза», вернувшиеся вместе с Брехтом из эмиграции, в их числе и Тереза Гизе. Он приглашал в труппу и совсем молодых актёров, ещё не имевших сценического опыта, но и не испорченных, с точки зрения «эпического» стиля исполнения, специальным образованием. О послевоенном немецком театре Брехт отзывался нелицеприятно: «…Внешние эффекты и фальшивая чувствительность стали главным козырем актёра. Образцы, достойные подражания, сменились подчёркнутой пышностью, а подлинная страсть — наигранным темпераментом». Борьбу за сохранение мира Брехт считал важнейшей задачей для любого художника, и эмблемой театра, размещённой на его занавесе, стал голубь мира Пабло Пикассо.
В январе 1949 года состоялась премьера пьесы Брехта «Мамаша Кураж и её дети», в совместной постановке Эриха Энгеля и автора; в роли Кураж выступила Хелена Вайгель, Катрин играла Ангелика Хурвиц, Повара — Пауль Бильдт. Спектакль имел исключительный успех, его создатели и исполнители главных ролей были удостоены Национальной премии; в 1954 году «Мамаша Кураж», уже с обновлённым составом (Повара играл Эрнст Буш, Священника — Эрвин Гешоннек) была представлена на Всемирном театральном фестивале в Париже и получила 1-ю премию — за лучшую пьесу и лучшую постановку (Брехт и Энгель).
1 апреля 1949 года Политбюро СЕПГ приняло решение: «Создать новый театральный коллектив под руководством Хелены Вайгель. Этот ансамбль начнёт свою деятельность 1 сентября 1949 года и сыграет в сезон 1949—1950 годов три пьесы прогрессивного характера. Спектакли будут играться на сцене Немецкого театра или Камерного театра в Берлине и включаться в течение шести месяцев в репертуар этих театров». 1 сентября и стало официальным днём рождения театра «Берлинер ансамбль»; «тремя пьесами прогрессивного характера», поставленными в 1949 году, оказались «Мамаша Кураж» и «Господин Пунтила» Брехта и «Васса Железнова» А. М. Горького, с Гизе в главной роли. Спектакли труппа Брехта давала на сцене Немецкого театра, много гастролировала в ГДР и в других странах. В 1954 году коллектив получил в своё распоряжение здание Театра на Шиффбауэрдамм.
«Берлинер ансамбль» создавался как репертуарный театр; в своей художественной практике он следовал теории «эпического театра» Брехта, как при жизни драматурга, так и после его смерти. В театре шли почти все его пьесы, в том числе поставленные самим Брехтом. Ведущими актёрами театра с первых лет были Хелена Вайгель, Эрнст Буш и Эрвин Гешоннек; очень скоро получили признание и более молодые актёры — Ангелика Хурвиц, Регина Лутц, Эрнст Отто Фурманн. Хотя идейным вдохновителем театра был Брехт, официально его возглавляла в качестве интенданта, с момента основания и до своей смерти в мае 1971 года, Хелена Вайгель. Главным художником театра с 1954 по 1981 год был Карл фон Аппен.

#### Репертуар
- 1949 — «Мамаша Кураж и её дети» Б. Брехта. Постановка Б. Брехта и Э. Энгеля. Художники Тео Отто и Каспар Неер, композитор Пауль Дессау.
- 1949 — «Господин Пунтила и его слуга Матти» Б. Брехта. Постановка Б. Брехта и Э. Энгеля. Художник Каспар Неер; композитор Пауль Дессау. Премьера состоялась 8 ноября
- 1949 — «Васса Железнова» А. М. Горького. Постановка Бертольда Фиртеля; художник Тео Отто. Премьера состоялась 23 декабря
- 1950 — «Гувернёр» Я. Ленца в обработке Б. Брехта. Постановка Б. Брехта, Э. Монка, К. Неера и Б. Бессона. Художники К. Неер и Хайнер Хилль. Премьера состоялась 15 апреля
- 1951 — «Мать» Б. Брехта. Постановка Б. Брехта. Художник Каспар Неер; композитор Ханс Эйслер
- 1951 — «Красный петух» и «Бобровая шуба», композиция Б. Брехта по пьесам Г. Гауптмана. Постановка Э. Монка
- 1952 — «Господин Пунтила и его слуга Матти» Б. Брехта. Постановка Б. Брехта и Эгона Монка. Композитор Пауль Дессау
- 1952 — «Кремлёвские куранты» Н. Погодина. Постановка Эрнста Буша
- 1952 — «Разбитый кувшин» Г. Клейста. Постановка Т. Гизе
- 1952 — «Прафауст» И. В. Гёте. Постановка Э. Монка; художник Х. Хилль
- 1952 — «Винтовки Тересы Каррар» Б. Брехта. Постановка Э. Монка
- 1953 — «Катцграбен» Э. Штриттматтера. Постановка Б. Брехта; художник Карл фон Аппен
- 1953 — «Зимняя битва» И. Р. Бехера. Постановка Б. Брехта
- 1954 — «Дон Жуан» Мольера в обработке Б. Брехта. Постановка Бенно Бессона
- 1954 — «Кавказский меловой круг» Б. Брехта. Постановка Б. Брехта. Художник Карл фон Аппен; композитор Пауль Дессау; режиссёр М. Векверт
- 1955 — «Литавры и трубы» Фаркара/Брехта. Постановка Б. Бессона
- 1957 — «Жизнь Галилея» Б. Брехта («берлинская» редакция). Постановка Б. Брехта и Э. Энгеля. Художник Каспар Неер, композитор Ханс Эйслер[16].

### «Берлинер ансамбль» после Брехта
После смерти Брехта в августе 1956 года художественным руководителем театра (при интендантстве Хелены Вайгель) стал Эрих Энгель; обязанности главного режиссёра коллективно исполняли молодые ученики Брехта — Петер Палич, Бенно Бессон и Манфред Векверт.
В мае 1957 года, уже в качестве «прославленного театра» «Берлинер ансамбль» гастролировал в СССР и произвёл неизгладимое впечатление. Гастроли открывал поставленный Энгелем и Брехтом спектакль «Жизнь Галилея» (с Эрнстом Бушем в главной роли), по поводу которого П. А. Марков писал: «Мы увидели спектакль, тщательно и любовно отделанный в каждой его детали… Режиссура безошибочно знает, на какой момент действия должно быть направлено особое внимание зрителя. Она не допускает на сцене ни одного лишнего аксессуара. Точное и очень простое декоративное оформление — полированные коричневые высокие стены — оставляет свободной широкую, просторную сценическую площадку и лишь отдельными скупыми деталями обстановки передает атмосферу эпохи. Так же целесообразно, скупо, но верно строятся и мизансцены. В них удобно и хорошо играть актёрам. Сценические образы, вплоть до эпизодических, разработаны с той же тщательностью и придирчивой требовательностью, которые свойственны спектаклю в целом».
«Берлинер ансамбль» стал лучшим пропагандистом как драматургии Брехта, так и его театральной теории, оказав значительное влияние на театральное искусство других стран. Во время вторых гастролей театра в СССР, в 1968 году, Марков отмечал, что, превратившись за 20 лет своего существования в «брехтовскую академию», «Берлинер ансамбль» не впал в догматическую замкнутость, остаётся живым и постоянно обновляющимся, сохраняя при этом не только единство художественных принципов, но и свой взгляд на мир, своё мироощущение. В 60-х годах одним из лучших спектаклей театра был шекспировский «Кориолан».
В 60-70-х годах на сцене «Берлинер ансамбль» блистали Гизела Май и Эккехард Шалль.

#### Избранный репертуар

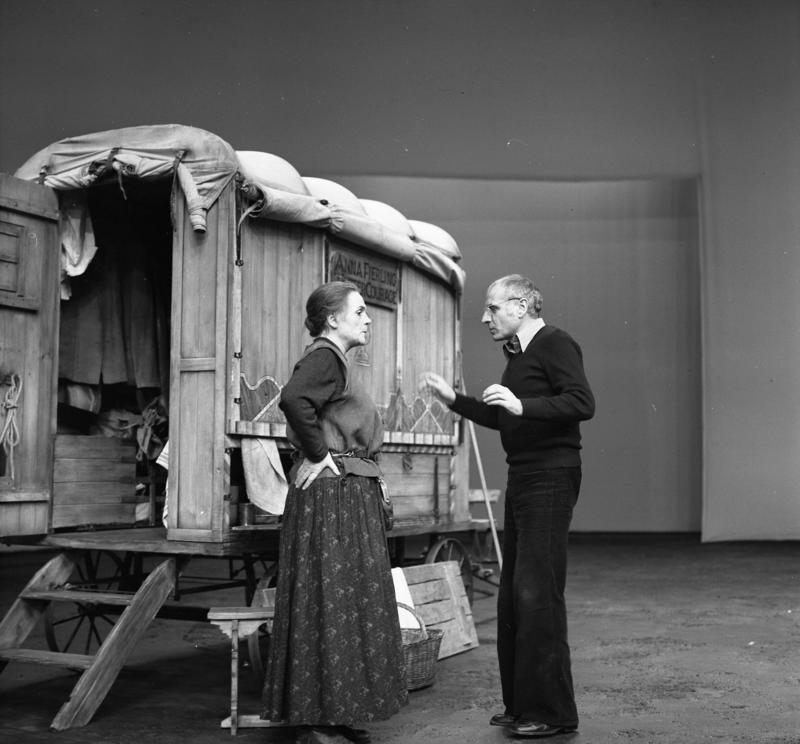
Репетиция спектакля «Мамаша Кураж и её дети» на сцене «Берлинер ансамбль». Гизела Май и Манфред Векверт, 1978

- 1957 — «Добрый человек из Сычуани» Б. Брехта. Постановка Бенно Бессона
- 1957 — «Оптимистическая трагедия» Вс. Вишневского. Постановка П. Палича и М. Векверта
- 1959 — «Карьера Артуро Уи» Б. Брехта. Постановка П. Палича и М. Векверта
- 1960 — «Трёхгрошовая опера» Б. Брехта — К. Вайля. Постановка Э. Энгеля. Художник Карл фон Аппен
- 1960 — «Фрау Флинц» (Frau Flinz) Х. Байерля. Постановка П. Палича и М. Векверта
- 1962 — «Швейк во Второй мировой войне» Б. Брехта. Постановка Э. Энгеля
- 1963 — «Покупка меди». Постановка М. Карге и М. Лангхофа
- 1963 — «Булочная» Б. Брехта. Постановка М. Карге и М. Лангхофа
- 1964 — «Стихи и песни», композиция М. Векверта на основе сочинений Б. Брехта. Постановка М. Векверта
- 1964 — «Кориолан» У. Шекспира, в обработке Б. Брехта. Постановка М. Векверта и Й. Теншерта
- 1965 — «Дело Оппенгеймера» (In der Sache J. Robert Oppenheimer) Хайнара Кипхардта. Постановка М. Векверта
- 1965 — «Дознание» (Die Ermittlung) П. Вайса. Постановка М. Векверта
- 1967 — «Сны Симоны Машар» Б. Брехта. Постановка М. Карге и М. Лангхофа
- 1968 — «Святая Иоанна скотобоен» Б. Брехта. Постановка М. Векверта и Й. Теншерта
- 1978 — «Галилео Галилей», на основе «датской» редакции «Жизни Галилея» Б. Брехта. Постановка М. Векверта и Й. Теншерта

## Современность
После Хелены Вайгель в 1971 году театр возглавила Рут Бергхауз; её попытки открыть сцену «Берлинер ансамбль» для экспериментов, вызвали недовольство как у коллектива театра, так и у зрителей, и в 1977 году её сменил Манфред Векверт, работавший в театре ещё при Брехте. В 1991 году Векверт ушёл в отставку, долгое время театр пребывал в кризисе: в 1992—1994 годах сменились два состава коллективного руководства, а в следующие несколько лет — три художественных руководителя. Первое коллективное руководство состояло из режиссёров Маттиаса Лангхофа, Фрица Марквардта, Петера Палича и Петера Цадека и драматурга Хайнера Мюллера, но через три года от него остался только Мюллер; после его смерти в 1995 году театр возглавил актёр Мартин Вуттке, которого, однако, уже через год сменил Штефан Сушке. Наконец в 1999 году театр возглавил Клаус Пайман.
В настоящее время «Берлинер ансамбль», он же «Театр на Шиффбауэрдамм» (нем. Theather am Schiffbauerdamm), является обществом с ограниченной ответственностью, с единственным участником — Клаусом Пайманом.
Наряду с Пайманом, основным режиссёром «Берлинер ансамбль» является Манфред Карге. Пайман привлекает к сотрудничеству самых разных режиссёров, и именитых, как Петер Штайн, Петер Цадек и Роберт Уилсон, и молодых.
Основу репертуара театра по-прежнему составляют пьесы Б. Брехта: в новых постановках идут «Мамаша Кураж и её дети», «Трёхгрошовая опера», «Кавказский меловой круг», «Страх и отчаяние в Третьей империи», «Швейк во Второй мировой войне» и другие.
По-прежнему в репертуаре преобладает драматургия XX века: помимо Брехта, «Берлинер ансамбль» ставит Томаса Бернхарда, Макса Фриша, Сэмюэла Беккета; но присутствует и классика: У. Шекспир, Г. Э. Лессинг, И. В. Гёте; в репертуаре театра — и «Вишнёвый сад» А. П. Чехова, и вновь — «Васса Железнова» А. М. Горького.